# Бої за Старобільськ
Бої за Старобільськ — бойові дії між Збройними силами України та Збройними силами Російської Федерації за контроль над містом Старобільськ у Луганській області, що відбулися в ході повномасштабного вторгнення Росії в Україну. З 3-го березня 2022 року місто знаходиться під контролем російських окупаційних військ і під адміністрацією терористичного режиму Луганської народної республіки.

## Перебіг подій

### Лютий
24 лютого російські танки, БМП і піхота атакують позиції українських військ на підступах до Старобільська; триває бій. Силами місцевої партизанської групи "ЧОРНА БУЛАВА" знищено 2 танки та 1 БМП російських окупантів. Того ж дня в Старобільському районі група почала зачистку ворожих геоміток; диверсанти почали лишати такі по всій країні.
25 лютого поблизу Старобільська українські артилеристи завдали втрат окупантам. В районі Старобільська українська артилерія розбила колону російської техніки, що готувалась до переправи через річку Айдар. Ворог прорвався через український кордон та намагався зайти з тилу, завдати удар та розірвати лінію оборони українських військ. В результаті окупанти зазнали втрат і відступили.
26 лютого продовжувалися бої на підступах до міста.
27 лютого окупанти сформували велику групу у Шульгинці та почали рухатися в бік Старобільська. Вночі партизанська група "ЧОРНА БУЛАВА" почала демонтаж вказівників деяких населених пунктів Старобільщини та Сватівщини, підготовче підпилювання дерев на потенційному шляху руху окупантів. Зранку того ж дня поблизу села Веселе було знищено 3 окупантів та бензовоз, між селами Антонівка та Оріхове знищено 2 окупантів.
28 лютого відбулась невдала спроба захоплення міста у результаті якої місцеві жителі вигнали окупантів.

### Березень
1 березня у результаті обстрілів у місті був пошкоджений газопровід.
2 березня знову спробували захопити місто, проте згодом відступили.
3 березня російські військові знову зайшли у місто. 

## Окупація
6 березня 2022 року жителі Старобільська вийшли на вулиці проти окупації. Вони зняли прапор так званої ЛНР та підняли державний прапор України. За словами місцевих жителів, під час проукраїнського мітингу окупанти намагалися залякати людей та відкрили вогонь у повітря. Бойовики також в'їхали до міста на військових та легкових автомобілях з однаковими розпізнавальними знаками. Зараз озброєні загарбники ходять вулицями Старобільська. У центральних районах окупанти перевіряють паспорти та телефони місцевих мешканців. У місті не працюють банкомати, і перше, що зробили загарбники — зняли українські прапори з усіх будівель.
16 березня ватажок ЛНР Леонід Пасічник остаточно затвердив окупаційну адміністрацію в Старобільську. Окупаційну адміністрацію міста очолив Пахниць Валерій Михайлович — колишній депутат районної ради. До 2022 року Валерій Пахниць був депутатом Старобільської районної ради від «Партії регіонів» (до 2014 року), у 2010-2016 роках — головою Старобільської районної державної адміністрації.
Суттєвих змін місто не зазнало за період з 2022 по 2024 роки, за винятком тотальної деукраїнізації та розвішання російських триколорів. Зокрема, окупанти повернули бюст Леніна та назви вулиць, які були змінені під час декомунізації.